# Élections régionales de 1974 en Bavière
Les élections régionales de 1974 en Bavière (en allemand : Landtagswahl in Bayern 1974) se tiennent le 27 octobre 1974, afin d'élire les 204 députés de la 8e législature du Landtag.

## Mode de scrutin
Le Landtag est constitué de 204 députés (en allemand : Mitglied des Landtags, MdL), élus pour une législature de quatre ans au suffrage universel direct et suivant le scrutin proportionnel de Hare.
Chaque électeur dispose de deux voix : la première lui permet de voter pour un candidat de sa circonscription (en allemand : Stimmkreisstimme), selon les modalités du scrutin uninominal majoritaire à un tour, le Land comptant un total de 104 circonscriptions ; la seconde voix (en allemand : Wahlkreisstimme) lui permet de voter en faveur d'une liste de candidats présentée par un parti au niveau de son district.
Lors du dépouillement, l'intégralité des 204 sièges est répartie en fonction du total des premières et secondes voix récoltées, à condition qu'un parti ait remporté 10 % des voix au niveau d'au moins un district. Si un parti a remporté des mandats au scrutin uninominal, ses sièges sont d'abord pourvus par ceux-ci.
Dans le cas où un parti obtient plus de mandats au scrutin uninominal que la proportionnelle ne lui en attribue, la taille du Landtag est augmentée jusqu'à rétablir la proportionnalité.

## Résultats

### Voix et sièges
|                                   | Union chrétienne-sociale en Bavière (CSU)  | Union chrétienne-sociale en Bavière (CSU)  | 3 520 065 | 61,71 | 100 | 19            | 3 481 486 | 62,46 | 32  | 7 001 551  | 62,08 | 132 | 8             |  |  |  |
|                                   | Parti social-démocrate d'Allemagne (SPD)   | Parti social-démocrate d'Allemagne (SPD)   | 1 739 245 | 30,49 | 4   | 17            | 1 669 881 | 29,96 | 60  | 3 409 126  | 30,23 | 64  | 6             |  |  |  |
|                                   | Parti libéral-démocrate (FDP)              | Parti libéral-démocrate (FDP)              | 297 281   | 5,21  | 0   | en stagnation | 289 252   | 5,19  | 8   | 586 533    | 5,20  | 8   | 2             |  |  |  |
|                                   | Parti national-démocrate d'Allemagne (NPD) | Parti national-démocrate d'Allemagne (NPD) | 63 581    | 1,11  | 0   | en stagnation | 58 164    | 1,04  | 0   | 121 745    | 1,08  | 0   | en stagnation |  |  |  |
|                                   | Parti bavarois (BP)                        | Parti bavarois (BP)                        | 47 211    | 0,83  | 0   | en stagnation | 40 224    | 0,72  | 0   | 87 435     | 0,78  | 0   | en stagnation |  |  |  |
|                                   | Parti communiste allemand (DKP)            | Parti communiste allemand (DKP)            | 24 834    | 0,44  | 0   | en stagnation | 21 056    | 0,38  | 0   | 45 890     | 0,41  | 0   | en stagnation |  |  |  |
|                                   | Autres                                     | Autres                                     | 12 282    | 0,22  | 0   | en stagnation | 14 024    | 0,25  | 0   | 26 306     | 0,23  | 0   | en stagnation |  |  |  |
|                                   |                                            |                                            |           |       |     |               |           |       |     |            |       |     |               |  |  |  |
| Votes valides                     | Votes valides                              | Votes valides                              | 5 704 499 |       |     |               | 5 574 087 |       |     | 11 278 586 |       |     |               |  |  |  |
| Votes blancs et nuls              |                                            |                                            |           |       |     |               |           |       |     |            |       |     |               |  |  |  |
| Total                             | Total                                      | Total                                      |           | 100   | 104 | 2             |           | 100   | 100 |            | 100   | 204 | en stagnation |  |  |  |
| Abstentions                       |                                            |                                            |           |       |     |               |           |       |     |            |       |     |               |  |  |  |
| Nombre d'inscrits / participation |                                            |                                            |           |       |     |               |           |       |     |            |       |     |               |  |  |  |